# Hawkesbury (fleuve)
Pour les articles homonymes, voir Hawkesbury (homonymie).
Le fleuve Hawkesbury (en anglais : Hawkesbury River ; en darug : Deerubbun) est l'un des principaux cours d'eau côtiers de la Nouvelle-Galles du Sud en Australie. Le fleuve et ses affluents encerclent la métropole de Sydney.
Il est nommé ainsi par le gouverneur Phillip en juin 1789 en l'honneur de Charles Jenkinson, 1er comte de Liverpool, qui venait d'être nommé baron de Hawkesbury.

## Géographie

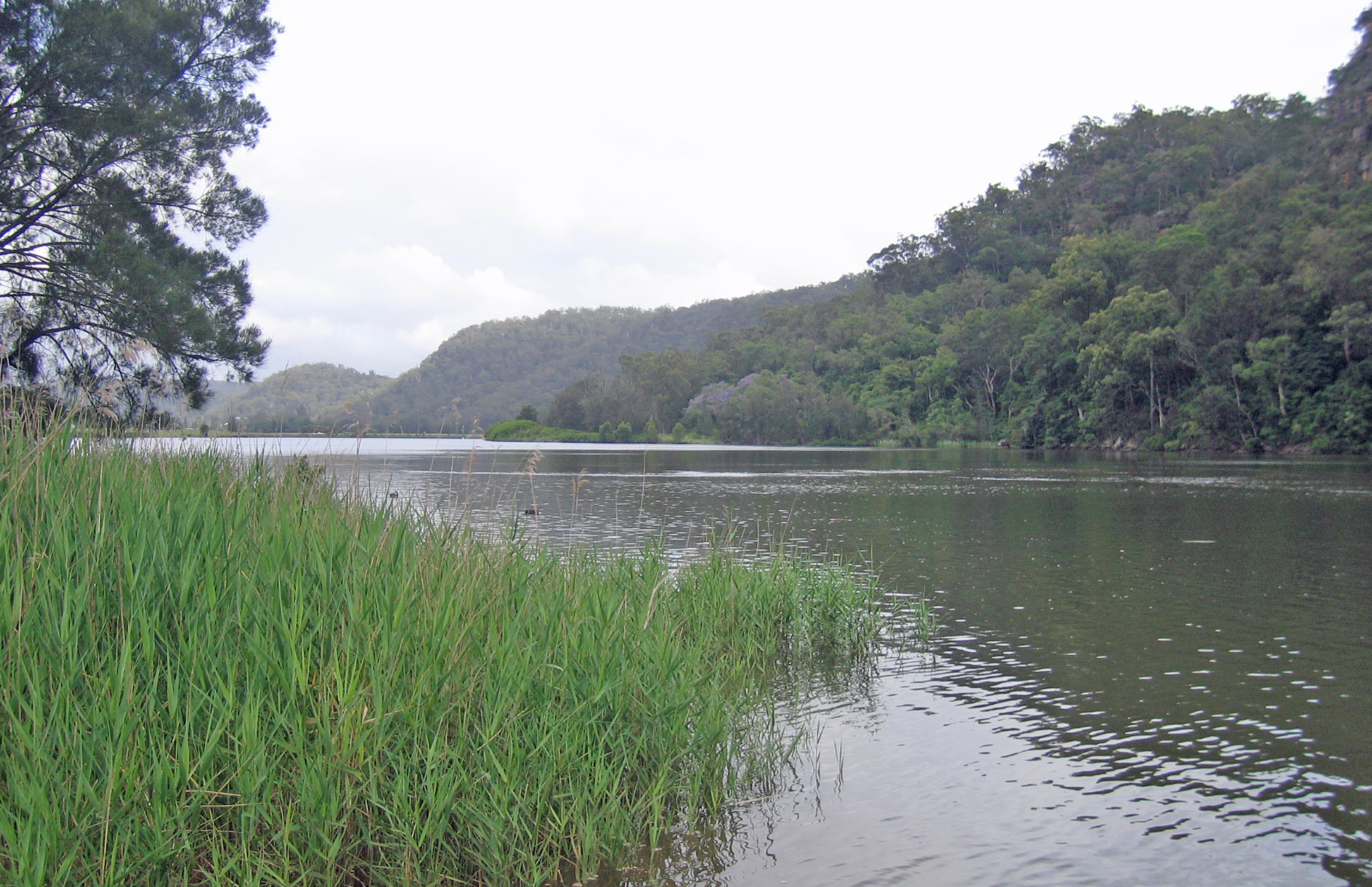
L'Hawkesbury River à Wisemans Ferry.

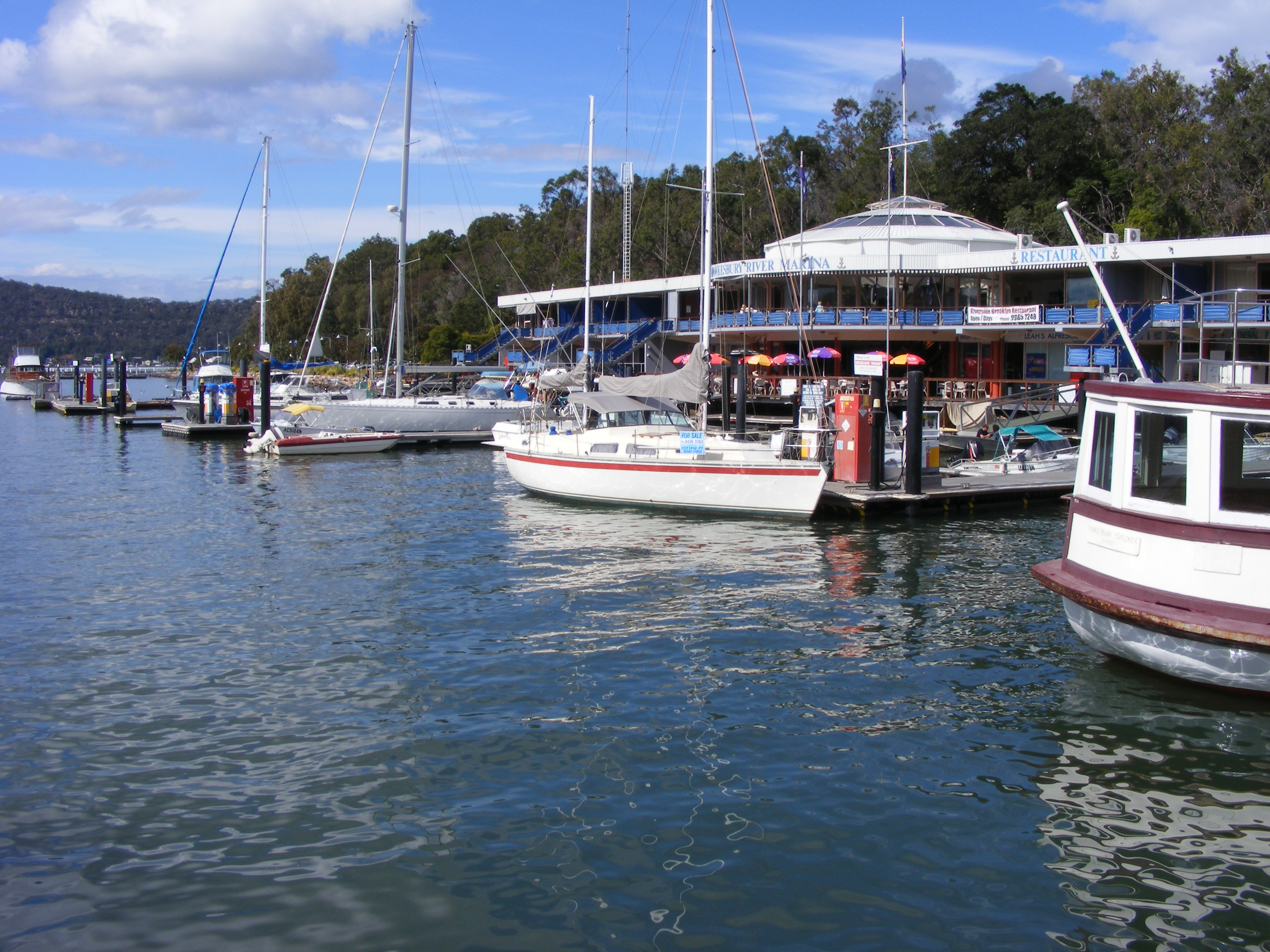
L'Hawkesbury River Marina à Brooklyn.

Les cours d'eau à l'origine du fleuve, l'Avon River, la Cataract River et la Cordeaux River prennent leurs sources seulement à quelques kilomètres de la mer, à environ 80 kilomètres au sud de Sydney sur le versant intérieur des bords du plateau qui domine Wollongong. S'éloignant de la mer en coulant vers le nord-ouest, ils se réunissent pour former la Nepean River qui passe par les villes de Camden et Penrith en formant la limite ouest de la région de Sydney.
La Nepean River qui vient de traverser dans un canyon les montagnes Bleues reçoit près de Penrith, la Warragamba River formée par la réunion de la Wollondilly River, la Nattai River, la Kowmung River et la Coxs River draine une vaste partie du versant est de la Cordillère australienne.
Au nord de Penrith, la Nepean River reçoit la Grose River et change de nom pour devenir l'Hawkesbury River. Elle traverse alors les villes de Richmond et Windsor et coule vers l'est à travers de magnifiques paysages pour rejoindre l'océan Pacifique à Broken Bay. La Colo River et la Macdonald River sont les principaux affluents de l'Hawkesbury.

## Aménagements
Les parties amont des différents affluents du Hawkesbury sont les principales réserves d'eau pour la région de Sydney avec les barrages sur la Nepean, la Cordeaux, l'Avon et la Cataract.
Une partie de la Nepean à Penrith est utilisée pour les courses de bateaux et de kayaks.

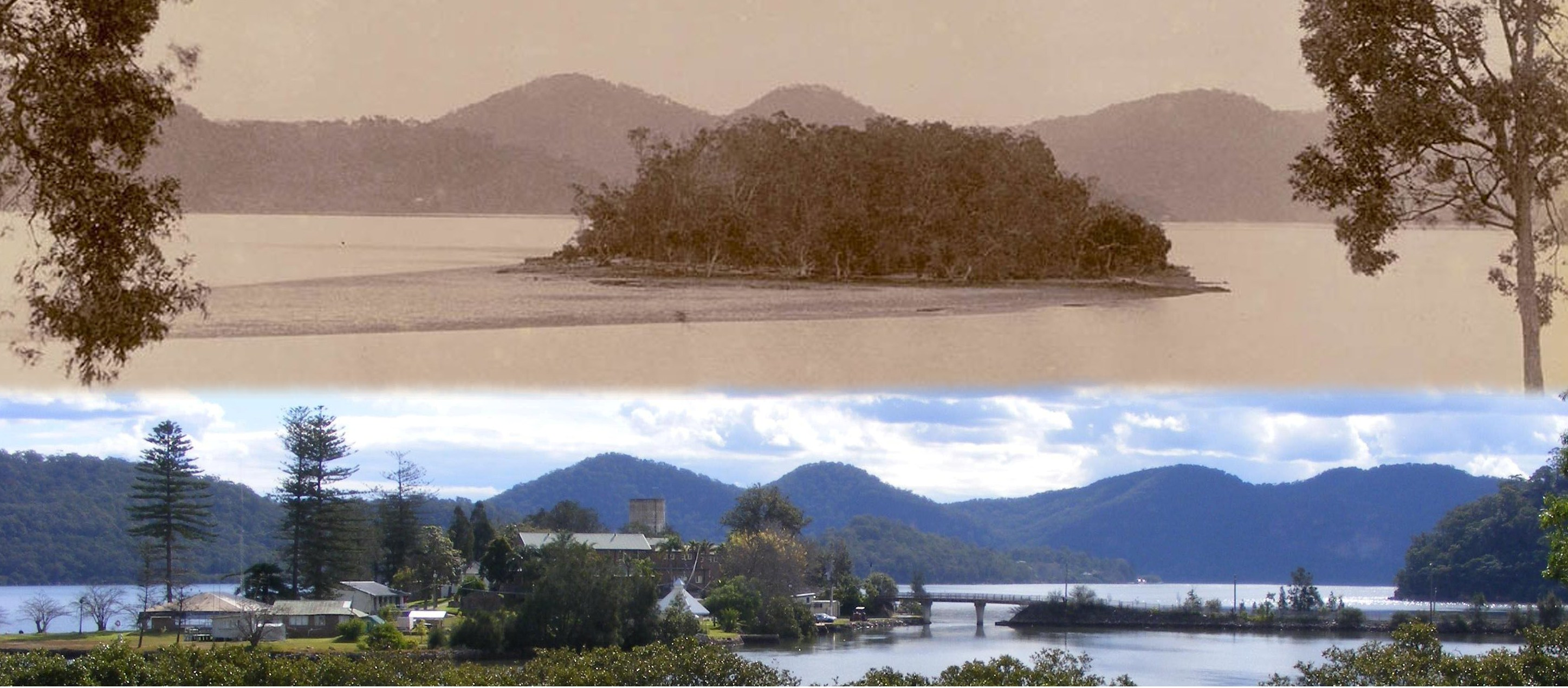
Peat Island sur l'Hawkesbury River : avant 1955 (photo du haut) et en 2007 (photo du bas).

## Ponts
Il y a différents moyens de traverser le fleuve sur son parcours : un pont de chemin de fer à Brooklyn, un pont de chemin de fer et le pont de l'autoroute Sydney-Newcastle entre Kangaroo Point et Mooney Mooney, un bac à Wisemans Ferry, un pont routier à Windsor, un pont au nord de Richmond, des ponts ferroviaires et routiers à Penrith.

L'embouchure de l'Hawkesbury River.

## L'Hawkesbury River au cinéma
L'Hawkesbury River a servi pour des films ou séries télévisées :
- Oyster Farmer (Ostréiculteur) avec Alex O'Loughlin
- À cœur ouvert (A Country Practice)
- Summer Bay (Home and Away)